# Erwin Filser
Erwin Filser (* 16. März 1940) ist ein deutscher Kommunalpolitiker der CSU aus Apfeldorf im Landkreis Landsberg am Lech und von 1998 bis 2000 Bezirkstagspräsident von Oberbayern.

## Leben
Der Landwirtssohn Erwin Filser war in den Jahren 1972 bis 1984 Bürgermeister von Apfeldorf. Von 1984 bis 2002 war er Landrat des Landkreises Landsberg am Lech, zu seinen Verdiensten zählen die Sanierung des Lechtalbads, die Kreisseniorenheime, ein innovatives System der Müllentsorgung im Landkreis sowie die Errichtung einer Psychiatrie am Klinikum Landsberg. Er war von 1974 bis 2002 auch  Bezirksrat des Bezirks Oberbayern und von 1998 bis 2000 Bezirkstagspräsident von Oberbayern. Daneben bekleidete Erwin Filser zahlreiche Ehrenämter, z. B. als Kreisvorsitzender des Bayerischen Roten Kreuzes.
Für sein großes kommunalpolitisches Engagement wurde er im Jahr 1995 vom Bayerischen Ministerpräsidenten Edmund Stoiber mit dem Bundesverdienstkreuz am Bande ausgezeichnet.
Wegen der Verstrickung in die so genannte Lustreisenaffäre, die schon seinen Vorgänger Hermann Schuster das Amt gekostet hatte, musste Erwin Filser im Mai 2000 als Bezirkstagspräsident zurücktreten. Zudem war er in den Skandal um den Waffenhändler Karlheinz Schreiber verwickelt. Zur Landratswahl im Jahr 2002 trat er nicht mehr an.